# Rodolph Austin
Rodolph Austin est un footballeur international jamaïcain, né le 1er juin 1985 à la Paroisse de Clarendon en Jamaïque. Il joue comme milieu défensif puis devient entraîneur.

## Biographie

### En équipe nationale
Rodolph Austin compte 51 sélections pour 4 buts inscrits depuis 2004. Il a été des victoires lors des Coupes caribéennes des nations 2008 et 2010.
Il a aussi participé aux Gold Cup 2009 et 2011.

## Palmarès

### En club
- Portmore United
  - Champion de Jamaïque en 2005 et 2008
  - Vainqueur de la Coupe de Jamaïque en 2005 et 2007
  - Vainqueur du CFU Club Championship en 2005

### En sélection
- Jamaïque
  - Vainqueur de la Coupe caribéenne des nations en 2008, 2010 et 2014
  - Finaliste des Jeux panaméricains en 2007